# Schlumberger SEED
SEED，全称Schlumberger Excellence in Educational Development（Schlumberger卓越教育发展），是全球性油田服务公司施蘭卜吉旗下的一个全球非赢利性教育拓展项目。

## 历史
SEED于1998年由西蒙妮·安木培创立，当前的计划主管和Schlumberger的副总裁。不过，早在1993年，她就提出了SEED理念。安木培与老熟人西摩·帕尔特安排了一次会议，西摩·帕尔特教授是 MIT 媒体实验室“未来学习小组”的创始人，Schlumberger是该实验室的赞助公司。同时，她还拉上了她的好朋友参加了会议，会议的主题就是教育技术。会议后，她拉着帕尔特讨论她所关心的教育拓展方面的问题，帕尔特与她分享了自己的想法，并提供了一些相关人士的信息。
SEED的第一个基本理念，起源于安木培的一个想法，这个活动的名称是“帮助跨越数字鸿沟”，旨在通过Schlumberger拥有的财富，例如，科学知识和技术（计算机和互联网资源），为Schlumberger人工作和生活的欠发达地区提供专业技能和专业知识。推广这个概念用了好几年时间，在此期间，安木培不断地积蓄着她的人际关系网和员工。她团队中的一位成员提出了缩写 SEED 的概念，也就是“Schlumberger Excellence in Educational Development”，对这个新生企业进行了描述，即为Schlumberger社区提供志愿者支持和技术。 
1997年，安木培招募了她的志愿者队伍，开始着手搭建网站和做业务企划。之后，Schlumberger 的主席 D. E. 贝俄德（Euan Bair）在1997年底批准了 SEED 的第一笔预算。1998年，SEED 在SchlumbergerLimited 总部所在地——纽约，有了自己的办公室。安木培还与迈克尔·泰培尔 (Michael Tempel) 和帕斯卡勒·勃纳 (Pascale Berner) 进行了接触，泰培尔是教育家也是 Logo基金会的创始人，Logo基金会是Logo（程序语言）的非营利性学习中心；勃纳则是一名不以赚钱为目的的顾问。议题是利用Schlumberger的员工和以科学为基础的教学内容制定出一套志愿者计划，以及一套助学计划，希望在Schlumberger有业务的欠发达地区帮助选定的学校，为他们提供计算机、互联网接入和技术支持。1998年底，SEED 与委内瑞拉的一所学校签订了第一份试验计划协议，随后很快就为该学校配备了电脑、互联网服务和能为他们提供支持的志愿者。 
从2003年开始，SEED开始举办实践教育夏令营，为的是推动SEED更加关注经验学习。2006年，SEED将“Connectivity Grant Program（联合助学计划）”更名为“School Network Program (SNP)（学校网络计划 (SNP) ），这样可以更贴切的描述 SEED 的工作以及与助学教育研究院的关系。SEED与委内瑞拉的另一所学校签署了第200个SNP助学合同。2008年，SEED进入了第40个国家/地区。与 MIT 媒体实验室、iEARN、MaMaMedia、专业思考的合作伙伴 (SmartWired)、Milton Glaser Inc.、OLPC（每个孩子一台笔记本电脑）和组织学习持续学会 (SoL)，以及其他有远见的教育组织的持续合作，可以帮助 SEED 实现理想与现实的价值。